# 사라투트 에래매트
《사라투트 에래매트》(핀란드어: Salatut elämät)는 핀란드의 연속극이다.